# 馬哈瓜爾 (蘇克雷省)
馬哈瓜爾是哥倫比亞的城鎮，位於該國北部，由蘇克雷省負責管轄，始建於1750年，面積826平方公里，海拔高度28米，該鎮在殖民時期主要種植甘蔗，2005年人口31,213。

## 外部連結
- （西班牙文） Gobernacion de Sucre - Majagual

8°30′N 74°40′W / 8.500°N 74.667°W